# Departamento de Maracó
Departamento de Maracó är en kommun i Argentina.   Den ligger i provinsen La Pampa, i den centrala delen av landet, 500 km väster om huvudstaden Buenos Aires.
Trakten runt Departamento de Maracó består till största delen av jordbruksmark. Runt Departamento de Maracó är det ganska glesbefolkat, med 24 invånare per kvadratkilometer.